# متروی اهواز
متروی اهواز به مجموعهٔ درحال احداث قطارهای شهری در کلان‌شهر اهواز گفته می‌شود (سامانه خود کشش برقی که از طریق ریل سوم یا شبکهٔ بالاسری تغذیه می‌گردد). سازمان قطار شهری اهواز و حومه مسئولیت ساخت و بهره‌برداری متروی اهواز را بر عهده دارد. در طرح متروی اهواز، که در تاریخ بهمن 1385 پس از ۸ سال مطالعه به تصویب رسید ۴ خط مترو تا سال ۱۳۹۲ در نظر گرفته شده بود که تنها حدود 28 درصد پیشرفت داشت ،این پروژه از سال 1394 بدلیل مشکلات مالی و اختلافات میان شهرداری و پیمانکار متوقف شد.
پیمانکار این پروژه شرکت کیسون بود که بدلیل مشکلات تأمین مالی اعلام کرده بود که با روند کنونی تأمین مالی تکمیل پروژه ممکن است 500 سال طول بکشد. درحال حاضر قرارداد پیمان با این شرکت فسخ شده‌است. 
در سال 1404 توافق نامه‌ای میان شهرداری اهواز و قرارگاه سازندگی خاتم الانبیاء برای از سرگیری پروژه امضا شد که بر اساس آن قرار است عملیات اجرایی خط یک مترو آغاز شود.

## خطوط مترو

شبکه قطار شهری اهواز

شبکه پیشنهادی طرح قطار شهری اهواز شامل ۴ خط به درازا تقریبی ۸۸ کیلومتر با ۸۷ ایستگاه می‌باشد:

نقشه خطوط چهارگانه کلانشهر اهواز

- خط ۱: شمال شرقی به جنوب غربی
- خط ۲: شمال غربی به جنوب شرقی
- خط ۳: شرقی - غربی
- خط ۴: شرقی - غربی

### خط ۱

موقعیت ایستگاه‌ها و مراکز مهم خط یک متروی اهواز.

خط شماره ۱ به عنوان اصلی‌ترین خط به صورت زیرزمینی با ایستگاه‌ها ژرف و دو تونل مجزا رفت و برگشت از نیروگاه زرگان در شمال شرقی اهواز شروع شده و پس از عبور از بلوار پاسداران و بلوار آیت‌الله بهبهانی به سمت خیابان نادری تغییر مسیر داده و با عبور از زیر رود کارون به سمت جنوب غربی شهر و منطقه گلستان ادامه مسیر می‌دهد و نهایتاً در منطقه بقایی در جنوب غربی اهواز به پایان راه خود می‌رسد. درازا خط ۱ بر اساس مصوبه شورا عالی ترافیک کشور ۲۳ کیلومتر با ۲۴ ایستگاه است، همچنین حداکثر زمان سفر از آغاز تا پایان راه حدود ۴۰ دقیقه برآورد شده‌است. بر اساس پیش‌بینی‌ها خط ۱ مترو در ساعت پیک ۱۷۰٫۰۰۰ مسافر را در ساعت جابه‌جا خواهد کرد. بر اساس طرح مترو اهواز، تا سال ۱۴۰۰، نزدیک به ۷۰ کیلومتر درازا خواهد داشت.

دستگاه TBM متروی اهواز

### ایستگاه‌ها
| شماره | نام                     | موقعیت | وضعیت   | شروع به کار |
| ----- | ----------------------- | ------ | ------- | ----------- |
| ۱     | ایستگاه زرگان           |        | غیرفعال | نامعلوم     |
| ۲     | ایستگاه پایانه          |        | غیرفعال | نامعلوم     |
| ۳     | ایستگاه خرم‌نوش          |        | غیرفعال | نامعلوم     |
| ۴     | ایستگاه اقبال لاهوری    |        | غیرفعال | نامعلوم     |
| ۵     | ایستگاه فرودگاه اهواز   |        | غیرفعال | نامعلوم     |
| ۶     | ایستگاه زیتون           |        | غیرفعال | نامعلوم     |
| ۷     | ایستگاه شهید بندر       |        | غیرفعال | نامعلوم     |
| ۸     | ایستگاه شرکت نفت        |        | غیرفعال | نامعلوم     |
| ۹     | ایستگاه دروازه          |        | غیرفعال | نامعلوم     |
| ۱۰    | ایستگاه مرکز فرهنگی     |        | غیرفعال | نامعلوم     |
| ۱۱    | ایستگاه هفت تیر         |        | غیرفعال | نامعلوم     |
| ۱۲    | ایستگاه امام خمینی      |        | غیرفعال | نامعلوم     |
| ۱۳    | ایستگاه نادری           |        | غیرفعال | نامعلوم     |
| ۱۴    | ایستگاه ساعت            |        | غیرفعال | نامعلوم     |
| ۱۵    | ایستگاه پارک            |        | غیرفعال | نامعلوم     |
| ۱۶    | ایستگاه دانشگاه         |        | غیرفعال | نامعلوم     |
| ۱۷    | ایستگاه خوابگاه دانشگاه |        | غیرفعال | نامعلوم     |
| ۱۸    | ایستگاه آب و برق        |        | غیرفعال | نامعلوم     |
| ۱۹    | ایستگاه سه راه فروردین  |        | غیرفعال | نامعلوم     |
| ۲۰    | ایستگاه کارگر           |        | غیرفعال | نامعلوم     |
| ۲۱    | ایستگاه میدان کودک      |        | غیرفعال | نامعلوم     |
| ۲۲    | ایستگاه پردیس           |        | غیرفعال | نامعلوم     |
| ۲۳    | ایستگاه پل ششم          |        | غیرفعال | نامعلوم     |
| ۲۴    | ایستگاه بقایی           |        | غیرفعال | نامعلوم     |

#### فازهای بهره‌برداری از خط ۱
خط ۱ قطار شهری اهواز اکنون در ۴ فاز درحال اجرا می‌باشد که به ترتیب مورد بهره‌برداری قرار خواهند گرفت. بر همین اساس فازهای مختلف بهره‌برداری عبارتند از:
- فاز ۱ - حدفاصل ایستگاه فرودگاه تا ایستگاه هفتم تیر
- فاز ۲ - حدفاصل ایستگاه هفتم تیر تا دانشگاه
- فاز ۳ - حدفاصل ایستگاه دانشگاه تا بقایی
- فاز ۴ - حدفاصل ایستگاه زرگان تا فرودگاه

طی بازدید شریعتی، استاندار وقت خوزستان، از فاز یکم این پروژه، او گفت، امیدوار است که این فاز تا پایان سال ۱۳۹۶خ و آغاز سال ۱۳۹۷خ راه‌اندازی می‌شود که نشد.

### خط ۲
خط ۲ قطار شهری اهواز به ۲۰ کیلومتر درازا با ۲۱ ایستگاه از شمال منطقه کیانپارس آغاز و با گذر از خیابان شهید چمران (کیانپارس) از فلکه دوم به سمت رود منحرف شده و پس از عبور از رود کارون به سمت مرکز شهر و بزرگراه بهبهانی راه خود را خواهد داد و تا جنوب شرق اهواز (دانشگاه نفت) امتداد می‌یابد. کلیات این خط نیز در سال ۱۳۸۸ مورد تصویب شورای عالی ترافیک قرار گرفته و فاز مطالعات آن از سال ۱۳۹۰ آغاز شده‌است.